# متلازمة خلل تنظيم الدوبامين
متلازمة خلل تنظيم الدوبامين (بالإنجليزية: Dopamine dysregulation syndrome)‏ هو خلل في وظيفة نظام المكافأة في الدماغ لُوحظ وجوده عند بعض الأشخاص الذين يتعاطون أدوية الدوبامين لفترة طويلة من الزمن. يحدث هذا عادة عند الأشخاص المصابين بمرض باركنسون الذين يتناولون أدوية ناهضة للدوبامين لفترة زمنية طويلة. يتصف هذا الخلل بمشاكل في التحكم في الذات مثل إدمان الأدوية، أو القمار، أو الإدمان الجنسي.

## الأعراض والعلامات
أكثر الأعراض شيوعًا هو الرغبة المُلحة في تناول الأدوية الدوبامينية. ولكن يمكن أن تظهر أعراض سلوكية أخرى بشكل مستقل عن الرغبة أو قد يحدثان معاً. الرغبة الملحة هي رغبة شديد لتناول الدواء حتى في غياب الأعراض التي تستدعي تناوله. لتحقيق هذه الرغبة، يقوم الشخص بتناول جرعات إضافية. وفي غياب إدارة الذات، يمكن أن تظهر فورات عدوانية أو استخدام استراتيجيات مثل محاكاة الأعراض أو الرشوة للحصول على دواء إضافي.
هوس خفيف مع مشاعر النشوة أو العظمة هي عرضة للظهور عندما تكون آثار الدواء في أقصى حدودها. انزعاج مصحوب بحزن، تباطؤ الحركي النفسي، التعب أو اللامبالاة هي أعراض معتادة عند الإنسحاب. كما لوحظ ظهور اضطرابات التحكم في الاندفاعية بما في ذلك: القمار، التسوق القهري، واضطرابات الأكل، وفرط النشاط الجنسي. الاضطرابات السلوكية، الميول العدوانية، والذهان هي شائعة أيضا.

## التشخيص
تُشخص هذه المتلازمة سريريا لأنه لا توجد اختبارات معملية لتأكيدها.